# Regionalismo de Andalucía Oriental

Delimitación histórica de Andalucía Oriental o Alta Andalucía.

El regionalismo de Andalucía Oriental es un movimiento político y social que persigue el reconocimiento de Andalucía Oriental (formada en su mayor extensión por las provincias de Almería, Granada, Jaén, Málaga y la actual Ciudad Autónoma de Melilla) como región y su constitución como comunidad autónoma de España, separada del resto de la actual Andalucía. Asimismo, también defiende la identidad histórica y cultural propia de Andalucía Oriental y de los altoandaluces.

## Denominación
A lo largo de la historia, la región formada por las provincias de Almería, Granada, Jaén y Málaga ha recibido diferentes denominaciones: Andalucía Oriental, Alta Andalucía o Región de Granada; como consecuencia, el regionalismo también ha recibido varias denominaciones: regionalismo de Andalucía Oriental, regionalismo de la Alta Andalucía, regionalismo altoandaluz o regionalismo granadino.

## Territorio
Según los regionalistas de Andalucía Oriental, el territorio que conforma Andalucía Oriental es el correspondiente a las provincias de Almería, Granada, Jaén y Málaga, si bien, y desde tiempos muy recientes, algunos no consideran a esta última parte de Andalucía Oriental. Así mismo, tradicionalmente ha formado parte de esta región la Ciudad Autónoma de Melilla que, aunque lejana geográficamente, ha estado muy vinculada administrativamente a esta región, y muy especialmente a la provincia de Málaga, de la que formó parte hasta 1995.
La extensión de Andalucía Oriental coincide con la Alta Andalucía.

## Historia

Bandera que la UCD de Granada propuso durante la Transición para Andalucía Oriental.

Algunos hitos del regionalismo fueron:
- En 1897, tuvo lugar una asamblea regionalista en el ayuntamiento de Granada promovida por los granadinos Juan Echevarría y Paco Seco de Lucena. Este último pronunció una conferencia sobre El Regionalismo, donde se refería a la "Región granadina";[7]
- En 1924, la Diputación Provincial de Granada aprobó un proyecto de bases para la creación de una Mancomunidad de Andalucía Oriental,[8] a la manera de la Mancomunidad de Cataluña, que no llegó a prosperar;
- En 1933, en la Asamblea de Córdoba, los representantes políticos, económicos y sociales de Almería, Granada y Jaén (también los de Huelva) abandonaron la asamblea, según ellos debido a la hostilidad con que fueron recibidas sus propuestas y por la parcialidad de la presidencia de la Asamblea;[9] Los cinco representantes de Málaga (2% del total) permanecieron en la asamblea, fieles al acuerdo que habían tomado de asistir "en calidad de oyentes sin pretender asumir los acuerdos que se pudieran tomar".[10]
- En junio de 1936, poco antes del comienzo de la Guerra Civil, los políticos de Granada mantenían sus aspiraciones de autogobierno,[11] de forma paralela a la reactivación por parte de la Diputación de Sevilla de la aspiración autonomista para el conjunto de Andalucía.[12]
- En la Transición la UCD de Granada defendió la creación de una comunidad autónoma para Andalucía Oriental, llegando a crear una bandera que simbolizaba esa reivindicación.[6]
- En los años 90, sugieron fuerzas políticas de carácter provincial, fuertemente inspiradas por los principios rectores del Regionalismo de Andalucía Oriental, promovidas, en algunos casos, incluso por líderes regionalistas de la Transición Española, como Unidad Granadina (UG) o Unión Regionalista Almeriense (URAL).

## Asociaciones regionalistas de Andalucía Oriental
En la actualidad, existen dos fuerzas regionalistas de Andalucía Oriental: la Plataforma por Andalucía Oriental (PAO) y el Partido Regionalista por Andalucía Oriental (PRAO), los cuales, sin embargo, circunscriben sus peticiones de autonomía a las provincias de Almería, Granada y Jaén, excluyendo a la Provincia de Málaga.

### Plataforma por Andalucía Oriental

Ámbito territorial de actuación de la Plataforma por Andalucía Oriental y del Partido Regionalista por Andalucía Oriental.

Bandera propuesta por la PAO para Andalucía Oriental.

La Plataforma por Andalucía Oriental (PAO) se constituyó jurídicamente como asociación el 29 de marzo de 2008 en Guadix (Granada). Su propósito es impulsar la constitución de una comunidad autónoma para las provincias de Almería, Granada y Jaén, no incluyendo a la provincia de Málaga en su ámbito de actuación. La PAO está presidida por Francisco García. Se define a sí misma de este modo:

La Plataforma por Andalucía Oriental es una organización sin ánimo de lucro inscrita en el Registro Nacional de Asociaciones con el número 590859, que desde Junio de 2008 actúa en las provincias de Almería, Granada y Jaén. Su objetivo final es que la región de Andalucía Oriental se constituya en autonomía, quedando en igualdad con el resto de comunidades autónomas existentes, y en el marco de la Constitución española.

"Somos un colectivo formado por ciudadanos de izquierda, derecha, centro y quienes no se identifican con tal clasificación. La única condición ideológica para formar parte de esta Plataforma es compartir con nosotros el ideario aprobado en Asamblea."

### Partido Regionalista por Andalucía Oriental

Logotipo del Partido Regionalista por Andalucía Oriental (PRAO), único partido político en la actualidad de ideología regionalista de Andalucía Oriental.

El Partido Regionalista por Andalucía Oriental (PRAO) fue un partido político extraparlamentario, que surgió como evolución de la Plataforma por Andalucía Oriental (PAO) hacia el mundo de la política. Se inscribió en el Registro de partidos políticos del Ministerio del Interior el 6 de octubre de 2010. Tres días después tuvo lugar el primer congreso del partido, que eligió al primer Consejo de Dirección, y el 3 de noviembre se presentó a la sociedad almeriense, granadina y jiennense en una rueda de prensa. Tenía su sede principal en Linares (Jaén). Se define a sí mismo de este modo:

El Partido Regionalista por Andalucía Oriental es un partido político de ámbito territorial nacional, constituido para contribuir democráticamente a la determinación de la política nacional, autonómica, provincial y local y a la formación de la voluntad política de los ciudadanos, así como promover su participación en las instituciones representativas de carácter político mediante la presentación y apoyo de candidatos en las correspondientes elecciones.

Además de la creación de la comunidad autónoma de Andalucía Oriental, los regionalistas altoandaluces proponen la delegación de competencias en las diputaciones provinciales por parte de la Junta de Andalucía, con el consecuente fortalecimiento de las provincias. La PAO y el PRAO también piden más atención a las infraestructuras de Andalucía Oriental, ya que consideran que están olvidadas, y la intervención de la Junta de Andalucía en la mejora de las mismas; el impulso de la cultura propia de Andalucía Oriental; una mayor atención al patrimonio histórico y monumental de Andalucía Oriental por parte de la nombrada administración autonómica; y un mayor cuidado de las zonas con especial interés medioambiental. En lo referente a la educación, la PAO y el PRAO se oponen a la utilización de la educación como medio para difundir la ideología andalucista (ya sea a modo de regionalismo andaluz o de nacionalismo andaluz), criticando la manipulación de la historia de Andalucía Oriental por parte de la Consejería de Educación de la Junta de Andalucía, según ellos.
A su vez, la PAO organiza conferencias, charlas y reuniones en las provincias de Almería y de Jaén y tertulias periódicamente en Granada.
El partido se ha presentado a varios procesos electorales con unos resultados completamente testimoniales. Se presentó a las autonómicas de 2012, las autonómicas de 2015 y a las generales de 2011, donde obtuvo sus mejores resultados con 1.784 votos. En las municipales de 2015 se presentó en coalición junto a Unión Vecinal Almeriense en una coalición llamada UpAL a las municipales de la capital obteniendo únicamente 192 votos.

## Regionalismos uniprovinciales en Andalucía Oriental

Bandera de Málaga

### Regionalismo malagueño

Delimitación de la Región de Málaga según los regionalistas malagueños.

El regionalismo malagueño o malagueñismo es un movimiento social que propone la secesión de la provincia de Málaga con respecto de la Comunidad Autónoma de Andalucía y su posterior constitución en comunidad autónoma uniprovincial, bajo la denominación de Región de Málaga.
- Denominación. Numerosos regionalistas malagueños se autodenominan malagueñistas y, a su regionalismo, malagueñismo.[32][33][34][35] Además, proponen el nombre de Región de Málaga para la comunidad autónoma que plantean.[36]
- Territorio. Según los regionalistas malagueños o malagueñistas, el territorio que compondría la Región de Málaga sería el de la actual provincia de Málaga.[37][36]
- Historia. Entre sus antecedentes se encuentra la campaña llevada a cabo en Málaga a finales del siglo XVIII con objeto de segregarse del Reino de Granada, logrando la creación de la provincia marítima de Málaga en 1799.[38] El malagueñismo actual surgió recientemente, si bien algunos regionalistas malagueños relacionan la Región de Málaga con la Taifa de Málaga y el Cantón de Málaga.[39]
- Asociaciones malagueñistas. En la actualidad, hay tres asociaciones y un partido político malagueñistas: la Asociación Rayya, la Plataforma Pro Autonomía de la Región de Málaga (PAURMA) y la Unión Democrática Región de Málaga y Málaga Por Sí,  está fundada recientemente. Ambas son asociaciones políticas de la provincia de Málaga, cuya intención es la secesión de la comunidad autónoma de Andalucía y la constitución de la provincia malagueña como comunidad autónoma independiente; se oponen al centralismo sevillano.[37][36]
- Propuestas y actividades malagueñistas. La PAURMA y la Asociación Rayya abogan por una mayor descentralización en la comunidad autónoma de Andalucía hacia las diputaciones provinciales y, como meta final, el establecimiento como comunidad autónoma uniprovincial.[37][36] Además, denuncian el olvido de la provincia de Málaga por parte de la Junta de Andalucía,[40] publican artículos de opinión en algunos periódicos[41] y elaboran informes para respaldar sus ideales.[42]

### Regionalismo almeriense

Delimitación de la Región de Almería según los regionalistas almerienses.

La bandera provincial es un símbolo utilizado por el regionalismo almeriense

El regionalismo almeriense es un movimiento político y social que propone la conversión de la provincia de Almería en comunidad autónoma propia, bajo el nombre de Región de Almería e independiente de Andalucía.
- Denominación: Comúnmente es denominado regionalismo almeriense.[cita requerida] Además, los regionalistas almerienses proponen el nombre de Región de Almería para la comunidad autónoma que plantean.

- Territorio: Según los regionalistas almerienses, el territorio que compondría la Región de Almería sería el de la actual provincia de Almería.[43]

- Historia: Durante la Transición Española, algunos líderes de la UCD de Almería, como Juan Antonio Gómez Angulo, defendieron la creación de una comunidad autónoma del Sureste, incluyendo a Murcia y Almería.[44]

- Partidos regionalistas almerienses: Existe un partido político, la Unión Regionalista Almeriense (URAL), fundado en 1995, que promueve la constitución de esta provincia como una nueva comunidad autónoma al margen de Andalucía.[cita requerida] En junio de 2022 se funda el partido Almerienses, cuyo principal objetivo es la constitución de Almería como una autonomía uniprovincial.[45]

- Resultados electorales del regionalismo almeriense: La URAL se presentó a las elecciones generales de 2000, obteniendo 838 votos que la convirtieron en la quinta fuerza política en la provincia con un 0'3% de los votos. En las elecciones al parlamento de Andalucía del mismo año consiguió 1.520 votos. También se presentó a las elecciones municipales de 2011 en Huércal de Almería, obteniendo 128 votos.[46]

- Propuestas y actividades regionalistas almerienses: El regionalismo almeriense ha estado inactivo hasta el año 2010, con la aparición de diversas páginas, blogs y grupos en redes sociales al respecto, de las cuales destaca el grupo "Almerienses que no se sienten andaluces", creado en 2010. Dicho grupo, se convierte en el año 2013 en una asociación cultural y regionalista cuyas principales reinvindicaciones son una autonomía uniprovincial de Almería y la defensa y recuperación de la cultura almeriense.[47] Entre los diversos logros de esta asociación es la recuperación de la bandera de Almería con la Cruz de San Jorge, propuesta enviada a la Diputación de Almería en 2014 y aprobada en 2017.[48][49] Desde el año 2013 Acción por Almería convoca una concentración cada 28 de febrero bajo el lema "Almería No es Andalucía" pidiendo la segregación de Andalucía.[50]

## Personajes de referencia en el regionalismo altoandaluz
- Joaquín Corral Almagro
- Juan Echevarría
- Luis Fajardo Fernández
- Manuel Fernández Montesinos
- Antonio Gallego Burín
- Ángel Ganivet
- Francisco Lumbreras Sáez
- Ramón Maurell
- Constantino Ruiz Carnero
- Paco Seco de Lucena
- Ramón Ferri
- José Sánchez Faba
- Antonio Jiménez Blanco
- Antonio José Iglesias Casado
- Ángel Casares Jiménez
- Pedro Montañés Escobar
- José Pablo Serrano Carrasco
- José Cuevas Pérez
- Joaquín García-Romanillos Valverde
- Fernando Arenas del Buey
- Juan Antonio Gómez Angulo
- Jesús Durbán Remón
- Francisco Soler Valero
- Fausto Romero-Miura